# William Tell (film, 1903)
William Tell je francouzský němý film z roku 1903. Režisérem je Lucien Nonguet (1869–1955). Film trvá zhruba 5 minut.
Jedná se o první filmovou adaptaci stejnojmenné hry Friedricha Schillera a o jeden z prvních historických filmů v dějinách kinematografie.

## Obsazení
| Edmond Boutillon | Albrecht Gessler |